# Ridderorden in Bulgarije
Bulgarije heeft sinds de onafhankelijkheid van het Ottomaanse rijk in 1881 diverse ridderorden, Orden van Verdienste en socialistische orden gekend. Hieronder de volgorde waarin zij in Bulgarije werden ingesteld:

## Het middeleeuwse Bulgarije
Tussen de zevende en de veertiende eeuw was Bulgarije een onafhankelijk koninkrijk dat misschien ook ridderorden heeft gekend zoals die in Roemenië (Orde van de Draak) en Hongarije voorkwamen. Daarover is niets bekend.
In de veertiende eeuw werd Bulgarije door de Ottomaanse sultans veroverd.

### Vorstendom Bulgarije
Op 3 maart 1878 herkreeg Bulgarije haar autonomie als zelfstandig prinsdom van het Ottomaanse Rijk, onder prins Alexander van Battenberg. Deze stelde 19 augustus 1878 een ridderorde, de
- Sint-Alexanderorde (Орден Св. Александра)

en de
- Orde van Verdienste (Орден заслуг))

in. Later volgden:
- De Militaire Orde voor Dapperheid in de Oorlog (1879) ( Орден "За храбрость")

Alexander I werd in 1886 als vorst opgevolgd door prins Ferdinand van Saksen-Coburg.Ferdinand plaatste het wapenschild van zijn Saksische familie op de borst van de Bulgaarse leeuw en stichtte op zijn beurt
- de Orde van Civiele Verdienste (1891) (Орден Гражданских заслуг)

en de
- Militaire Orde van Verdienste (1900) (Орден Военных заслуг).

### Het Koninkrijk Bulgarije
Op 22 september 1908 werd Bulgarije geheel onafhankelijk. Vorst Ferdinand werd de eerste koning en nam de titel "Tsaar" aan. Hij stichtte
- De Koninklijke Orde van Sint-Cyrillius en Sint-Methodius (Орден Свв. Кирилла и Мефодия)
- De Orde van het Rode Kruis

en de
- Orde van de liefdadigheid

### De Volksrepubliek Bulgarije
Op 15 september 1946 de volksrepubliek Bulgarije uitgeroepen, daarbij behoorden ook nieuwe orden en onderscheidingen waarbij een naar Russische trant vormgegeven stelsel van socialistische orden werd ingevoerd.
De Sint-Alexanderorde bleef nog enige tijd bestaan en werd omgedoopt tot "Orde van Sint-Alexander Nevski". De communisten schaften de oude prinselijke en koninklijke ridderorde uiteindelijk toch af.
De Volksrepubliek Bulgarije stichtte een groot aantal socialistische orden:
- De Held van de Socialistische Arbeid, een heldenorde naar Sovjet-model.
- De Held van de Volksrepubliek Bulgarije
- De Moeder-Heldin
- De Orde van Georgi Dimitrov (Орден Георгия Димитрова)
- De Orde van de Volksrepubliek Bulgarije (Орден Народной Республики Болгарии)
- De Orde van de Negende September 1944 (Орден 9 сентября 1944 г.)
- De Orde van de Bevrijding van het Volk 1941-1944 (Орден "Народная свобода 1941-1944 гг.")

- De Orde van de Rode Vlag van de Arbeid (Орден "Красное Знамя")
- De Orde van Cyrillius en Methodius (Орден "Кирил и Методий")
- De Orde van de Rode Vlag (ОРДЕН «КРАСНОЕ ЗНАМЯ)
- De Orde van de Arbeid (Народный орден Труда
- De Orde 13 Eeuwen Bulgarije (Орден 13 веков Болгарии)
- De Orde van de Stara Planina (Орден "Стара планина")
- De Orde van de Ruiter van Madara (Орден "Мадарский всадник")
- De Orde van de Roos (Орден Розы)
- De Orde van Militaire dapperheid en Verdienste (Орден "За воинскую доблесть и заслуги")
- De Orde van Burgerlijke dapperheid en Verdienste (Орден "За гражданскую доблесть и заслуги")
- De Orde van de Glorie van de Arbeid (Орден "Трудовая Слава")

### De Republiek Bulgarije
In november 1990 veranderde het land haar naam van Volksrepubliek Bulgarije in Republiek Bulgarije.
De republiek heeft de meeste van de orden van de vroegere Volksrepubliek Bulgarije afgeschaft. In het nieuwe decoratiestelsel keerde men tot op zekere hoogte terug naar de vormen en statuten van de oude koninklijke orden. Toch zijn er ook grote verschillen aan te wijzen. Het aantal graden in de orden is sterk teruggebracht.
- De Orde van de Stara Planina. Deze orde bleef bestaan en werd de hoogste Bulgaarse onderscheiding.
- De Orde van Sint-Cyrillus en Sint-Methodius
- De Orde van Civiele Verdienste
- De Militaire Orde van Verdienste
- De Orde van de Ruiter van Madara
- De Orde voor Dapperheid

### De Huisorden van het Huis Saksen-Coburg (Bulgaarse tak)
Nadat de laatste koning in 1945 werd afgezet hebben de Saksen-Coburgs, titulair koningen van Bulgarije, enkele van de oude orden als Huisorde aangehouden:
- De Sint-Alexanderorde
- De Orde van het Rode Kruis (Bulgarije)

en de
- De Orde van Sint-Cyrillus en Sint-Methodius (Bulgarije)

Koning Simeon II der Bulgaren is de grootmeester van deze orden. Hij heeft tot het jaar 2000 Bulgaren in ballingschap onderscheiden met Bulgaarse ridderorden. Dat kon hij doen omdat hij nooit formeel afstand had gedaan van de Bulgaarse troon.